# Renato Dirnei Florêncio
Renato Dirnei Florêncio (Santa Mercedes, 15 de maio de 1979) é um ex-futebolista brasileiro que atuava como volante.

## Carreira como jogador

### Santos
Em 1993, aos 14 anos, Renato foi para Campinas para atuar nas categorias de base do Guarani. O jogador realizou sua estreia como profissional em abril de 1996, numa partida contra o São Paulo. Renato defendeu a equipe do Bugre entre 1996 e 2000, onde teve passagens pelas Seleções Brasileiras Sub-17 e Sub-20.
Foi contratado pelo Santos no ano de 2000, onde ganhou projeção nacional e chegou à Seleção Brasileira principal. Sua estreia pelo Alvinegro ocorreu em Sorocaba, no dia 29 de julho, em um amistoso sem gols contra o São Bento.
Segundo volante de extrema classe, foi um dos destaques da equipe campeã brasileira em 2002, terminando o Campeonato sem ser punido nem com cartão amarelo, recebendo o Troféu Fair Play do jornal Diário de S. Paulo. Foi o único jogador santista que atuou em todas as 31 partidas do sétimo titulo nacional do Peixe.
Conquistou dois Campeonatos Brasileiros, em 2002 e 2004 e nesse meio tempo, em 2003, ganhou a Bola de Prata da revista Placar.
Renato deixou o Santos em 2004 como ídolo para tentar o sucesso na Espanha.

### Sevilla
Suas boas atuações o levaram ao Sevilla, onde conquistou títulos importantes e tornou-se mais um ídolo da torcida, ao lado dos também brasileiros Daniel Alves e Luís Fabiano. O sucesso em solo espanhol, porém, foi diminuindo com a idade; já não sendo mais uma unanimidade após sete temporadas, optou por voltar ao futebol brasileiro.
Entre 2004 e 2011, marcou 39 gols pelo clube e conquistou a Copa da UEFA de 2006–07, a Copa do Rei nas temporadas 2006–07 e 2009–10, a Supercopa da UEFA de 2006 e a Supercopa da Espanha de 2007.
Renato é o estrangeiro com mais partidas com a camisa do Sevilla. No dia 1 de março de 2011, o jogador atingiu a marca de 279 partidas disputadas com a camisa do clube espanhol.

### Botafogo
O volante acertou seu retorno ao Brasil em 2011, sendo contratado pelo Botafogo no dia 26 de maio. Pelo Glorioso, Renato foi campeão da Taça Rio de 2012 e do Campeonato Carioca de 2013.

### Retorno ao Santos

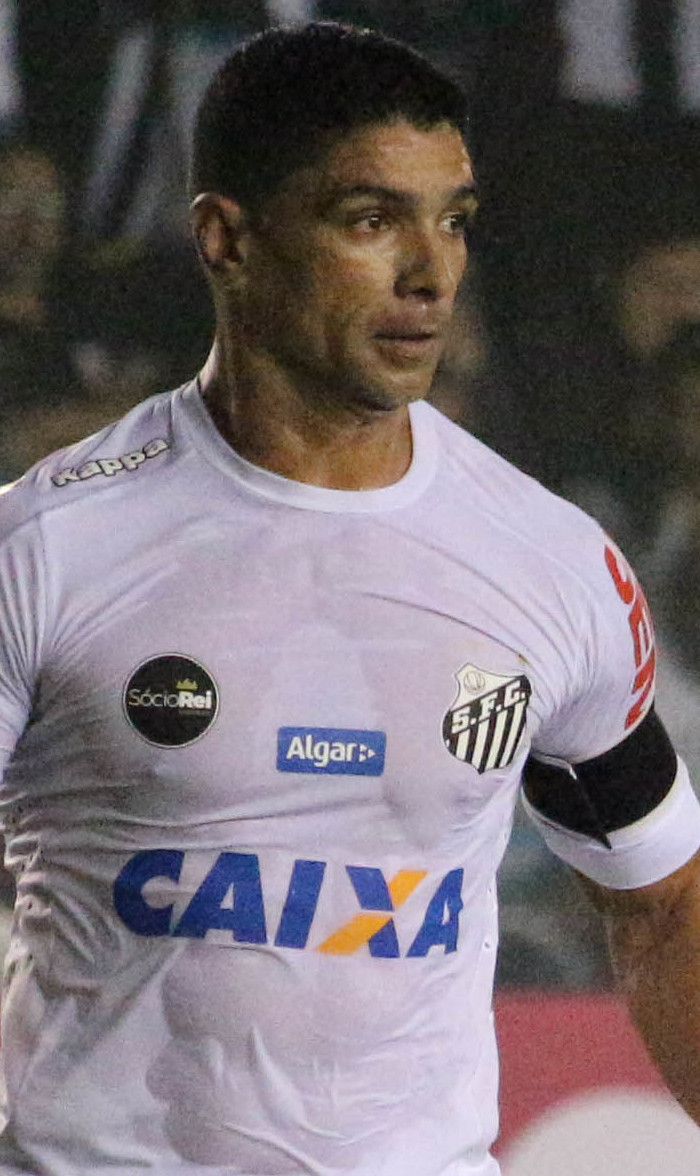
Renato atuando pelo Santos em 2017

No dia 13 de maio de 2014, acertou sua volta ao Santos, onde, na primeira passagem, tornou-se um grande ídolo da torcida.
Em 1 de março de 2015, marcou seu vigésimo sétimo gol com a camisa santista, o primeiro na sua segunda passagem. Neste ano, conquistou o título do Campeonato Paulista, jogando ao lado de seus antigos companheiros Robinho e Elano.
No dia 15 de março de 2016, numa partida contra o XV de Piracicaba, Renato completou 300 jogos com a camisa santista, o jogo terminou com a vitória do Santos por 1 a 0. Nesse ano, sagrou-se bicampeão paulista ao lado de Ricardo Oliveira.
Em grande forma aos 37 anos, Renato afirmou, em novembro de 2016, que um dos responsáveis por seu sucesso dentro de campo é a alimentação: o volante não consome alimentos como batata frita e hambúrguer há 14 anos, e deixou de tomar refrigerantes desde 2012. Renato também disse que, quando deixar o futebol, não gostaria de ser treinador, mas de "trabalhar nos bastidores."

### Aposentadoria
Aos 39 anos, Renato se aposentou dos gramados no dia 24 de novembro de 2018, na vitória do Santos sobre o Atlético Mineiro na Vila Belmiro pela 37ª rodada do Campeonato Brasileiro. Nessa partida, os jogadores do Peixe entraram no gramado com uma camisa no estilo "terno" em homenagem ao companheiro que foi reconhecido nacionalmente como um dos volantes mais técnicos de sua geração. Com 425 jogos pelo clube, ele encerrou a carreira como o 13º jogador que mais vestiu a camisa do alvinegro praiano.

## Seleção Nacional
Pela Seleção Brasileira, sagrou-se campeão da Copa América de 2004, realizada no Peru, e da Copa das Confederações de 2005, realizada na Alemanha. Apesar de ter sido reserva na maioria dos jogos, ao todo atuou em 29 partidas com a camisa da Amarelinha.

## Carreira como dirigente
A partir de 2018, Renato passou a desempenhar funções diretivas no Santos, como gerente de futebol, coordenador da base e coordenador de futebol. O ex-jogador permaneceu no cargo de coordenador técnico até março de 2021.

## Comentarista
Em janeiro de 2022, foi anunciado como embaixador do Paulistão e participou das transmissões do Campeonato Paulista na HBO Max e TNT Sports.

## Títulos
Santos
- Campeonato Brasileiro: 2002[25] e 2004
- Campeonato Paulista: 2015 e 2016

Sevilla
- Copa da UEFA: 2005–06 e 2006–07
- Supercopa da UEFA: 2006
- Copa do Rei: 2006–07 e 2009–10
- Supercopa da Espanha: 2007

Botafogo
- Taça Rio: 2012 e 2013
- Taça Guanabara: 2013
- Campeonato Carioca: 2013

Seleção Brasileira
- Copa América: 2004
- Copa das Confederações FIFA: 2005

### Prêmios individuais
- Bola de Prata da revista Placar: 2003